# Fabio Frizzi
Fabio Frizzi (Bologna, 1951. július 2. –) olasz zeneszerző, film- és tévés zeneszerző, hangszerelő és karmester. Munkássága során több mint száz mozi- és tévéfilmzenét készített. Olyan híres olasz rendezőkkel dolgozott együtt, mint Luciano Salce, Steno, Vittorio Sindoni, Tonino Valerii, Gabriele Lavia, Bruno Corbucci, Carlo és Enrico Vanzina, ám kiemelendő a Lucio Fulcival 1975-től 1990-ig tartó együttműködése, amely meghozta számára nemzetközi ismertséget a zsánermozi kedvelőinek körében.
Fabrizio Frizzi rádiós és televíziós műsorvezető öccse. Édesapjuk, Fulvio Frizzi, filmforgalmazó volt.

## Életpályája
Tinédzserként rajongott a filmek és a zene iránt, ezért Franco Bixio és Vince Tempera zenésztársával triót alapított azzal a céllal, hogy filmzenét készítsenek és adjanak elő. 1968-ban már el is készítették az Ed ora… raccomanda l'anima a Dio!című spagettiwestern zenéjét és az 1970-es évek közepére már évente több munkát is kaptak. 1975-ben Frizzit szerződtették, hogy írjon zenét az I quattro dell'apocalisse című westernhez, amelyet Lucio Fulci rendezett, de karrierjének kezdetét a Fantozzi című filmben nyújtott munkája is erősen fémjelezte, ám ezután még egy ideig Bixióval és Temperával dolgozott együtt 1976–1979 között, amikor amikor  Lucio Fulcit felkérték egy zombi témájú – George A. Romero Holtak hajnala ihlette – horrorfilm dirigálására és ő Frizzit vonta be a munkálatokba. A film, a Zombi (Zombi / Zombi Flesh Eaters / Zombi 2) nemzetközi sikert aratott, és ahogy Fulci neve a véres olasz horror szinonimájává vált, úgy Frizzi számos rajongóra tett szert, így 1979-ben véget ért a közreműködés két zenésztársával, és független zeneszerzőként kezdett dolgozni. Általa a Zombik városa (Paura nella città dei morti viventi), A pokol hét kapuja (…E tu vivrai nel terrore! L'aldilà), a Manhattan Baby és sok más filmzenéje kultikussá tette őt a horrorrajongók körében.
2003-ban Quentin Tarantino is tiszteletét fejezte ki Frizzi Fulci számára végzett munkája előtt, beleértve az 1977-es Sette not nero partitúrájának részletét a Kill Bill 1. első részében. A 2000-es években a független, Death Waltz Recording Company kiadó, amely a horrorfilmek minőségi kiadásával foglalkozott, elkezdte kiadni Frizzi több partitúráját, így még magasabbra emelve ismertségét a horror rajongók és a zenei ezotéria gyűjtői körében.
A 2010-es Beware of the Darkness és a 2013-as játék, a House of Forbidden Secrets című rövidfilmhez a Beat Records Company által kiadott partitúrái a 2010-es években szerepeltek, és 2015 októberében Frizzi először lépett fel az Egyesült Államokban, amikor a zeneszerző és egy nyolctagú együttes öt észak-amerikai koncertet rendezett Fulcinak szánt munkáira összpontosítva. A Frizzi zenéjét felvonultató 70-es évekbeli Febbre da Cavallo című filmet színpadi musicallé alakították a 2010-es évek közepén, a szereplők felvétele 2017-ben érkezett a Beat Recordshoz, egy évvel később pedig a 2018-as Puppet Master című horror-vígjáték filmzenéje az A The Littlest Reich jelent meg a Lakeshore Recordsnál. A Cadabra Records 2019-ben rajongóknak szánva egy korlátozott, 7 hüvelykes bakelitgyűjteményt adott ki a A pokol hét kapuja zeneszámaiból álló, a „zeneszerző által kidolgozott alternatív mixekből”.

## Filmográfia
- Ed ora... raccomanda l'anima a Dio!, rendezte: Demofilo Fidani (1968)
- Amore libero – Free Love, rendezte: Pier Ludovico Pavoni (1974)
- Carambola, filotto... tutti in buca, rendezte: Ferdinando Baldi (1975)
- Fantozzi (Fantozzi), rendezte: Luciano Salce[5] (1975)
- Giro girotondo... con il sesso è bello il mondo, rendezte: Oscar Brazzi (1975)
- I quattro dell'apocalisse, rendezte: Lucio Fulci (1975)
- Il cav. Costante Nicosia demoniaco ovvero: Dracula in Brianza, rendezte: Lucio Fulci (1975)
- Vai gorilla, rendezte: Tonino Valerii (1975)
- Get Mean, rendezte: Ferdinando Baldi (1975)
- La peccatrice, rendezte: Pier Ludovico Pavoni (1975)
- Le avventure e gli amori di Scaramouche, rendezte: Enzo G. Castellari (1976)
- La fine dell'innocenza, rendezte: Massimo Dallamano (1976)
- Il secondo tragico Fantozzi, rendezte: Luciano Salce (1976)
- Geometra Prinetti selvaggiamente Osvaldo, rendezte: Ferdinando Baldi (1976)
- Roma, l'altra faccia della violenza, rendezte: Marino Girolami (1976)
- Tutti possono arricchire tranne i poveri, rendezte: Mauro Severino (1976)
- Kiköpött apja (Tutto suo padre), rendezte: Maurizio Lucidi (1976)[6]
- Febbre da cavallo, rendezte: Steno (1976)
- L'ultima volta, rendezte: Aldo Lado (1976)
- Pasión, rendezte: Tonino Ricci (1977)
- Operazione Kappa: sparate a vista, rendezte: Luigi Petrini (1977)
- Sette note in nero, rendezte: Lucio Fulci (1977)
- La sorprendente eredità del tontodimammà, rendezte: Roberto Bianchi Montero (1977)
- Melodrammore, rendezte: Maurizio Costanzo (1977)
- Godzilla il re dei mostri, rendezte: Luigi Cozzi, Honda Isiró és Terry O. Morse (1977)
- Delirio d'amore, rendezte: Tonino Ricci (1977)
- Ring, rendezte: Luigi Petrini (1977)
- Ezüstnyereg (Sella d'argento), rendezte: Lucio Fulci (1978)
- Amanti miei, rendezte: Aldo Grimaldi (1979)
- Zombi (Zombi / Zombi Flesh Eaters / Zombi 2), rendezte: Lucio Fulci (1979)
- Sette ragazze di classe, rendezte: Pedro Lazaga (1979)
- Manaos, rendezte: Alberto Vázquez–Figueroa (1979)
- Delitto in via Teulada, rendezte: Aldo Lado – (tévéfilm, 1980)
- Luca il contrabbandiere, rendezte: Lucio Fulci (1980)
- Zombik városa (Paura nella città dei morti viventi) , rendezte: Lucio Fulci (1980)
- Prestami tua moglie, rendezte: Giuliano Carnimeo (1980)
- A pokol hét kapuja (...e tu vivrai nel terrore! – L'aldilà), rendezte: Lucio Fulci (1981)
- Carlota: Amor es... veneno, rendezte: Stefano Rolla (1981)
- Vieni avanti cretino, rendezte: Luciano Salce (1982)
- Manhattan Baby, rendezte: Lucio Fulci (1982)
- Pieces, rendezte: Juan Piquer Simón (1982)
- Giovani, belle... probabilmente ricche, rendezte: Michele Massimo Tarantini (1982)
- Assassinio al cimitero etrusco, rendezte: Sergio Martino (1982)
- La gorilla, rendezte: Romolo Guerrieri (1982)
- Pájaros de ciudad, rendezte: José María Sánchez Álvaro (1983)
- Se tutto va bene siamo rovinati, rendezte: Sergio Martino (1983)
- Delitto in Formula Uno, rendezte: Bruno Corbucci (1984)
- Rolf, rendezte: Mario Siciliano (1984)
- Blastfighter, rendezte: Lamberto Bava (1984)
- Delitto al Blue Gay, rendezte: Bruno Corbucci (1984)
- A szörnycápa[7] (Shark – Rosso nell'oceano), rendezte: Lamberto Bava (1984)
- Sensi, rendezte: Gabriele Lavia (1986)
- Aladdin[8] (Superfantagenio), rendezte: Bruno Corbucci (1986)
- Un ponte per l'inferno, rendezte: Umberto Lenzi (1986)
- Le volpi della notte, rendezte: Bruno Corbucci – (tévéfilm, 1986)
- Tempi di guerra, rendezte: Umberto Lenzi (1987)
- Immagina, rendezte: Ranuccio Sodi – (tévéfilm, 1987)
- Tentazione, rendezte: Sergio Bergonzelli (1987)
- Vasalatlanok (Classe di ferro), rendezte: Bruno Corbucci – (minisorozat, 12 epizódban, 1989)
- Un gatto nel cervello, rendezte: Lucio Fulci (1990)
- Professione fantasma – rendezte: Vittorio De Sisti (televíziós sorozat, 1998)
- Non lasciamoci più, rendezte: Vittorio Sindoni  – (televíziós sorozat, 1999)
- Fantozzi 2000 – A klónozás (Fantozzi 2000 – La clonazione), rendezte: Domenico Saverni (1999)
- Zana, rendezte: Daniela Alviani és Corrado Lannaioli (2001)
- Febbre da cavallo – La mandrakata, rendezte: Carlo Vanzina (2002)
- Madre come te, rendezte, rendezte: Vittorio Sindoni – (tévéfilm, 2004)
- Un ciclone in famiglia, rendezte: Carlo Vanzina – (televíziós sorozat, 2005)
- Il capitano, rendezte: Vittorio Sindoni – (televíziós sorozat, 2005)
- Regina dei fiori, rendezte: Vittorio Sindoni – (tévéfilm, 2005)
- Il mondo è meraviglioso, rendezte: Vittorio Sindoni – (tévéfilm, 2005)
- Butta la luna, rendezte: Vittorio Sindoni – (minisorozat, 8 epizód, 2006–2007)
- Le ragazze di San Frediano, rendezte: Vittorio Sindoni – (minisorozat, 2007)
- Per una notte d'amore, rendezte: Vittorio Sindoni – (tévéfilm, 2008)
- Una sera d'ottobre, rendezte: Vittorio Sindoni – (tévéfilm, 2009)
- Fratelli Benvenuti, rendezte: Paolo Costella – (televíziós sorozat, 1 epizód, 2010)
- Az amerikai lány (La ragazza americana), rendezte: Vittorio Sindoni – (tévéfilm, 2011)
- House of Forbidden Secrets, rendezte: Todd Sheets társzeneszerző: Hiraoka Tosijuki (2013)
- Abbraccialo per me, rendezte: Vittorio Sindoni (2016)
- Puppet Master: The Littlest Reich, rendezte: Sonny Laguna és Tommy Wiklund (2018)
- Nightmare Symphony, rendezte: Domiziano Cristopharo és Daniele Trani (2020) – főcímzene